# Stereofantascopio
Lo stereofantascopio è un dispositivo ottico per la visione di immagini stereoscopiche in movimento che unisce zootropio e stereoscopio. Inventato da Charles Wheatstone, sviluppato e brevettato da Luis-Jules Duboscq nel 1852, è un sistema precursore del cinema tridimensionale.

## Principio di funzionamento
Lo stereofantascopio unisce la visione stereoscopica con le immagini in movimento date dallo zootropio. Il dispositivo è costituito da una coppia di zootropio, montanti una coppia di strisce con immagini stereoscopiche fotografiche al posto dei disegni.I due zootropio, vengono abbinati ad un visore stereoscopico, che permette così di visualizzare una immagine tridimensionale in movimento.

## Storia
Fin dall'apparizione dello stereoscopio si dimostrò interesse nello sviluppare una tecnica che permettesse di riprodurre immagini stereoscopiche in movimento. Già lo stesso Charles Wheatstone, l'inventore della stereoscopia ufficialmente riconosciuto, congiuntamente a Joseph Antoine Pleateau, suggerì di abbinare il movimento al rilievo, ma sarà il solo Wheatstone a sviluppare singolarmente il progetto, che non verrà tuttavia commercializzato.
Lo sviluppo dell'invenzione si deve invece a Luis-Jules Duboscq, già responsabile dello sfruttamento commerciale dello stereoscopio di David Brewster, che lo brevettò nel 1852 con il nome di fantastereoscopio o bioscopio. L'invenzione di Duboscq in pratica unisce due zootropio, con le immagini destinate ai due occhi, al visore stereoscopico, ottenendo così delle immagini tridimensionali in movimento.
Molti altri, a partire dal fotografo Antoine-François-Jean Claudet nel 1853, si dedicheranno ad ampliare questa tecnica, con scarsi risultati, attribuendo i nomi più svariati alle proprie invenzioni: stereoforoscopio, kinimoscopio, omniscopio, kinematoscopio e infine il fotobioscopio, progettato dal torinese Gaetano Bonelli, costituito da un visore stereoscopico, le cui lenti destra e sinistra vengono alternativamente oscurate da un otturatore, e un disco in movimento con le immagini.
Una invenzione similare sarà sviluppata indipendentemente da Charles-Émile Reynaud nel 1907 con il nome di stereo-cinema. Si tratta di una evoluzione del prassinoscopio a cui viene accoppiato un visore stereoscopico.